# Mareo Ishiketa
Mareo Ishiketa (石桁真礼生), né le 26 novembre 1916 à Wakayama et décédé le 22 août 1996, est un compositeur japonais. Il a pour élève Motoyuki Shitanda lorsque celui-ci étudie à l'Université des arts de Tokyo au cours des années 1970.

## Compositions, éditions et enregistrements
- Furusato no (« Dans mon pays ») - enregistrement de Kazumichi Ohno (ténor), Kyosuke Kobayashi (piano). Thorofon CD.

## Source de la traduction
- (en) Cet article est partiellement ou en totalité issu de l’article de Wikipédia en anglais intitulé « Mareo Ishiketa » (voir la liste des auteurs).